# 蒂克拉波區
蒂克拉波區（西班牙語：Distrito de Ticrapo），是秘魯的一個區，位於該國中南部萬卡韋利卡大區的卡斯特羅維雷納省，始建於1920年9月6日，面積187平方公里，海拔高度2,184米，2005年人口2,004，人口密度每平方公里11人。
她在这个城市出生琳娜·梅迪納。